# MPEG-21
MPEG-21 ist ein Standard für die Erzeugung, die Produktion und die Freigabe von sowie den Handel mit multimedialen Inhalten, der von der Moving Picture Experts Group, kurz MPEG, definiert wurde. Er fasst alle am Arbeitsfluss Beteiligten – vom Produzenten bis zum Konsumenten – zusammen und soll so für eine standardisierte und flexible Zusammenarbeit sorgen.

## Ziele
- Vereinheitlichung des Multimediaverkehrs
- Standardisierung sämtlicher Komponenten
- Effiziente und automatisierte Interoperabilität zwischen verschiedenen Multimedia-Dienstanbietern
- Integration bereits bestehender, jedoch komplexer Technologien zu einem Gesamtsystem (z. B. Digital Rights Management)
- Schaffung einer system- und plattformunabhängigen Umgebung für den Austausch und Gebrauch von Medieninhalten

### Überblicksartikel zu den einzelnen Teilen von MPEG-21
- Part 1: Vision, Technologies and Strategy
- Part 2: Digital Item Declaration
- Part 3: Digital Item Identification
- Part 4: Intellectual Property Management and Protection Components
- Part 5: Rights Expression Language
- Part 6: Rights Data Dictionary
- Part 7: Digital Item Adaptation
- Part 8: Reference Software
- Part 9: File Format
- Part 10: Digital Item Processing and C++ bindings
- Part 11: Evaluation Tools for Persistent Association
- Part 15: Event Reporting
- Part 17: Fragment Identification for MPEG Resources
- Part 18: Digital Item Streaming

### Öffentlich zugängliche MPEG-21 Standards
- MPEG-21 schema files
- ISO/IEC TR 21000-1:2004
- ISO/IEC 21000-2:2005
- ISO/IEC 21000-8:2008